# Sem Verbeek
Sem Verbeek (ur. 12 kwietnia 1994 w Amsterdamie) – holenderski tenisista.

## Kariera tenisowa
W grze podwójnej zwycięzca dwóch turniejów rangi ATP Tour z czterech rozegranych finałów.
W rankingu gry pojedynczej najwyżej był na 531. miejscu (15 kwietnia 2019), a w klasyfikacji gry podwójnej na 32. pozycji (21 kwietnia 2025).

### Finały w turniejach ATP Tour
| Legenda                                      |
| -------------------------------------------- |
| Wielki Szlem                                 |
| Igrzyska olimpijskie                         |
| Tennis Masters Cup / ATP Finals              |
| ATP Masters Series / ATP Tour Masters 1000   |
| ATP International Series Gold / ATP Tour 500 |
| ATP International Series / ATP Tour 250      |

#### Gra podwójna (2–2)
| Końcowy wynik | Nr | Data             | Turniej   | Nawierzchnia | Partner         | Przeciwnicy                       | Wynik finału    |
| ------------- | -- | ---------------- | --------- | ------------ | --------------- | --------------------------------- | --------------- |
| Finalista     | 1. | 24 lipca 2021    | Los Cabos | Twarda       | Hunter Reese    | Hans Hach Verdugo John Isner      | 7:5, 2:6, 4–10  |
| Zwycięzca     | 1. | 21 lipca 2024    | Newport   | Trawiasta    | André Göransson | Robert Cash James Tracy           | 6:3, 6:4        |
| Finalista     | 2. | 28 lipca 2024    | Atlanta   | Twarda       | André Göransson | Nathaniel Lammons Jackson Withrow | 6:4, 4:6, 10–12 |
| Zwycięzca     | 2. | 20 kwietnia 2025 | Monachium | Ceglana      | André Göransson | Kevin Krawietz Tim Pütz           | 6:4, 6:4        |